# Josef Zingerle
Josef Zingerle (* 25. Jänner 1831 in Meran; † 14. April 1891 in Trient) war ein Tiroler katholischer Theologe und Orientalist.

## Leben
Josef Zingerle, Bruder von Ignaz Vinzenz Zingerle und Sohn des Kaufmanns Bartlmä Tobias Zingerle, wurde am 25. Jänner 1831 in Meran geboren und besuchte ein Gymnasium in seiner Heimatstadt. Ab 1847 studierte er dann an der Universität Innsbruck. Ab dem 12. November 1852 unterrichtete er probeweise griechische Philologie und deutsche Sprache am Gymnasium in Meran. Kurz nachdem ihm die eigentliche Stelle angeboten wurde, brach er ab, um Theologie von 1854 bis 1856 an der Universität Tübingen zu studieren. Das Studium setzte Josef Zingerle in den nächsten zwei Jahren in Brixen und Trient fort. Danach erhielt er die Priesterweihe und hielt am 11. Juli 1858 in Meran seine erste Messe. Ab Herbst des Jahres verbrachte er zwei Semester an der Universität Wien, wo er sich weiteres Wissen über die orientalischen Sprachen aneignete. Herbst 1859 wurde Zingerle Professor des alten Testaments. Seinen Urlaub 1863/1864 verbrachte er in Rom. Zum Prosynodal-Examinator ernannte man Zingerle am 23. Juni 1866. Franz Joseph I. ernannte ihn am 26. April 1876 zum Domherren in Trient. Im Herbst des Jahres 1879 jedoch begann er erneut mit seiner Tätigkeit als Lehrer für Theologie. Im Jahr 1880 erkrankte Zingerle an einer Magenerkrankung, welche zunächst unbedenklich eingestuft wurde. Nach einer Kur in Karlsbad entwickelte sich die Erkrankung ins Negative, sodass Josef Zingerle am 14. April 1891 in Trient verstarb. Dort fand zwei Tage nach seinem Tod, am 16. April, eine Messe für ihn statt. Begraben wurde er im Familiengrab der Familie Zingerle in Meran.

## Werke
- anonym: Die Stadt Meran und ihre Umgebungen. Ein Wegweiser für Fremde. Eberle, Bozen 1850 (Digitalisat).
- mit Ignaz Zingerle: Kinder- und Hausmärchen aus Süddeutschland. Pustet, Regensburg 1854 (Digitalisat).